# Umeocet
Umeocet neboli ume-su je tekuté ochucovadlo, které vzniká jako vedlejší produkt při fermentaci japonských švestiček umeboši (plody meruňky japonské, Prunus mume). Nejedná se o skutečný ocet. Místo kyseliny octové obsahuje kyselinu citronovou. Má výrazně slano-kyselou chuť. Jeho barva je červená a tekutina obsahuje asi 30 % mořské soli, extrakt z japonských švestiček a listů perily (shizo).